# Лазуківка
Лазуківка — нежитлове селище в Україні, у Зміївській міській громаді Чугуївського району Харківської області. 2001 р. населення становило 2 особи. Останні постійні мешканці померли між 2004 і 2009 рр.
До 2020 орган місцевого самоврядування — Зідьківська селищна рада.

## Географія
Селище Лазуківка знаходиться за 4,5 км від річки Сіверський Донець (правий берег), за 5 км від селища Зідьки. До селища примикає великий лісовий масив (дуб). Біля селища протікає пересихаючий струмок з загатою.

## Історія
Селище засноване в 1730 році.

Лазуківка на мапі 1864 року

За даними на 1864 рік на власницькому хуторі Зміївського повіту, мешкало 26 осіб (15 чоловічої статі та 11 — жіночої), налічувалось 3 дворових господарства.
12 червня 2020 року, відповідно до Розпорядження Кабінету Міністрів України  № 725-р «Про визначення адміністративних центрів та затвердження територій територіальних громад Харківської області», увійшло до складу Зміївської міської громади.
19 липня 2020 року, в результаті адміністративно-територіальної реформи та ліквідації Зміївського району, село увійшло до складу Чугуївського району Харківської області.

## Населення

### Мова
Розподіл населення за рідною мовою за даними перепису 2001 року:
| Мова       | Кількість | Відсоток |
| ---------- | --------- | -------- |
| українська | 2         | 100%     |

## Об'єкти соціальної сфери
- Школа.